# Storia del FC Matera
Questa voce tratta la storia del Matera Calcio dal 1933 a oggi.

## I primi decenni
Nel corso del 1926 e negli anni successivi, il "Matheola Football Club", squadra dell'Opera Nazionale Dopolavoro di Matera e la "SS Gandolfo" costituita nel 1925, affrontano compagini dei centri vicini, talvolta con formazioni da 7 giocatori per squadra, utilizzando come terreno di gioco principalmente il "Campo delle Tre Vie". Si diffonde in città, appena diventata capoluogo di provincia, un forte fermento calcistico e sportivo.
La prima società calcistica ufficiale a Matera viene fondata nell'Ufficio Sportivo della Federazione in Via La Vista il 5 Settembre 1933 con il nome di Unione Sportiva Matera, presieduta dall'avvocato Leonardo Cospito e successivamente da Cesare Zagarella. La squadra, con la divisa granata, partecipa al suo primo campionato con la seguente formazione tipo, allenata dall'ungherese Kovach: Della Monica, Morgese, Saponaro, Nitti, Raimondi, Frappampina, Candela, Cavaliere, Bonavoglia, Mastronardi, Molinari. Il 28 gennaio 1934, in occasione della prima gara interna ufficiale del campionato 1933-34 contro il Bitonto, viene inaugurato il nuovo Campo degli Sports, in seguito Campo sportivo "Luigi Razza", diventato nel dopoguerra Stadio "XXI Settembre" e così l'U.S. Matera, dopo aver partecipato ad un campionato di Terza Divisione, può partecipare al campionato regionale di Seconda Divisione pugliese, massimo campionato regionale dell'epoca, denominato poi Prima Divisione a partire dal 1935-36; in Basilicata i primi tornei regionali si avranno solo nel 1949. La società, che nel campionato 1936-37 si trasforma in Associazione Sportiva Materana, resta la massima espressione calcistica cittadina fino alla seconda guerra mondiale. Durante la guerra il Matera è l'unica formazione non pugliese che partecipa nel 1944 alla Coppa CONI, competizione disputata nella Puglia liberata dalle forze alleate, mentre nel Torneo misto pugliese 1944-1945 si ritira al termine del girone di andata.
Nel dopoguerra nascono diverse realtà calcistiche, ma quella che raccoglie l'eredità dell'U.S. Matera è la Matera Calcio, con i definitivi colori sociali bianco e azzurro, sorta inizialmente come Circolo Sportivo Matera e trasformatasi nel 1949 in A.S. Matera Calcio e presieduta prima da Riziero Zaccagnini e poi dal comm. Ignazio Furlò, che ai suoi esordi schiera questa formazione: Scardigno, Dragone, Caforio, Mignogna, Celiberti, Manzo, Venezia, Amoroso, Minunno, Di Marzio, Ladik II; nel 1947-48 questa nuova compagine, formata da ex calciatori poi diventati agenti di Polizia della Questura di Matera e completata da diversi giovani locali, partecipa al girone B del campionato pugliese di Prima Divisione, insieme a squadre come il Manduria, Lecce B, Maglie, Martina, Grottaglie, Ostuni.
Nel 1950 la Matera Calcio, pur avendo terminato al nono posto il precedente campionato di Prima Divisione pugliese, viene ammessa per la prima volta ad un campionato interregionale, la Promozione (corrispondente all'attuale Serie D), gestito dalla Lega Interregionale Sud. La formazione che affronta il campionato di Promozione nel 1950-51, allenata da Dario Gay e successivamente da Umberto Zanolla, è la seguente: Manzin (Cristallo), Perentin (Magistro), Vittori (Mesto), Giani (Pellecchia), Maggio, Pugliese, Degrassi, Sarcina (Calvani), Gordini, Bechis, Gobitta. La squadra dell'epoca è composta, oltre che da elementi locali (Sarcina, Gagliardi, Cristallo, Magistro), anche da diversi giovani friulani e giuliani tra i quali, oltre a qualcuno tra quelli menzionati, ci sono anche Virgulin, Spagnul, Tolloi, Zanutel, Zanolla, Candussi, Fogar, Glereani. Inoltre nel 1950 sette calciatori originari della zona B del Territorio Libero di Trieste che per motivi politici si erano trasferiti nella zona A (Colomban, Degrassi, Giani, Moscolin poi sostituito da Manzin, Perentin, Pugliese e Vittori), con a capo Gordini, vengono ingaggiati dal Matera con un contratto complessivo di due milioni una tantum più 15.000 lire al mese, vitto e alloggio. Accolti festosamente dai tifosi materani, alcuni di loro si fermano nella città lucana per diversi anni. Al termine della stagione il Matera retrocede e disputa il campionato di Prima Divisione pugliese, ma pur arrivando al primo posto nel girone B, non viene classificato in quanto era stato iscritto d'ufficio al campionato pugliese da parte della F.I.G.C. per ragioni di vicinorietà. Viene pertanto ammesso al nuovo campionato di Promozione lucana, vincendolo nel 1953 e tornando nella categoria interregionale, che nel frattempo ha mutato il suo nome in IV Serie, dove partecipa per cinque stagioni consecutive. Al termine della stagione 1957-58 la Matera Calcio, dopo la retrocessione in Prima Categoria lucana, viene esclusa dai ruoli federali, così la prima squadra cittadina diventa la Libertas Matera.

### La Libertas Matera negli anni cinquanta
La Libertas Matera, vero e proprio vivaio di giovani atleti locali, nasce anch'essa nel secondo dopoguerra. Nel corso del 1951 viene disputato un incontro amichevole tra la neonata Libertas e il Materacalcio B, formato da giovani elementi locali, ovvero: Cristallo, Venezia, Ladik I, Montani, Salerno, Francione II, Nicoletti, Ladik II, Gatta, Francione I e Ladik III. Il Matera B si impone per 4-0, ed a seguito di tale risultato tutti i giovani del Matera B vengono trasferiti nell'organico della Libertas per poter disputare il campionato lucano di Prima Divisione.
Nella stagione 1951-52 disputa con i suoi elementi ormai in crescita un ruolo da protagonista, lottando per le prime posizioni nel massimo campionato regionale lucano e giungendo alla finale per la disputa del titolo di campione regionale, vinta dal Moliterno. Francione I e Ladik II sono tra i convocati nella rappresentativa lucana. Nel campionato di Promozione lucana 1952-53 si assiste al primo derby della città dei Sassi, con la Matera Calcio che si impone in entrambe le gare sui cugini della Libertas per 4-0 e per 2-1. Nel 1954 però la Libertas incontra difficoltà organizzative, eliminando il calcio dalle proprie attività, e molti calciatori smettono di giocare mentre altri come Ladik II, Gaudio e Tomaselli si trasferiscono nel campionato pugliese di Prima Divisione; nel 1955 diversi calciatori della Libertas entrano a far parte della rosa della Matera Calcio in IV Serie.
Tuttavia a partire dal 1957 riprende l'attività calcistica partecipando al massimo campionato regionale lucano, che nel frattempo ha cambiato denominazione diventando Campionato Dilettanti e negli anni ancora successivi Prima Categoria. Nel 1958-59 la Libertas Matera, con una squadra molto equilibrata in tutti i reparti e grazie all'esperienza acquisita, punta alla promozione in IV Serie. L'impiego dell'esperto portiere Augusto Manzin (uno dei calciatori provenienti dal confine italo-jugoslavo ingaggiati anni prima dalla Matera Calcio), il ritorno di Ladik II e l'innesto di elementi provenienti da altre squadre, assicurano solidità ad una compagine che inoltre si avvale di Labarile, Abbate, Taratufolo, Frascella, Lamacchia II, Contini e Paolicelli. La squadra però al termine del campionato si arrende al Monticchio Potenza negli spareggi per la promozione in IV serie, diventata serie D. Nella stagione 1961-62 la Libertas Matera vince il campionato di Prima categoria lucana ed è campione regionale, ma rinuncia a disputare la fase finale interregionale e così nella stagione successiva continua a disputare il massimo torneo regionale. Nel 1963 dalla fusione tra la Libertas e l'Acli Piccianello nasce il Foot Ball Club Matera, che due anni più tardi vince il proprio girone e le semifinali del campionato lucano di Prima categoria, e diventa campione lucano di Prima Categoria per rinuncia della Libertas Invicta Potenza.

## La presidenza Salerno

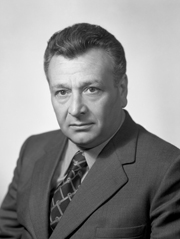
Il Senatore Franco Salerno, presidente del Matera per ventidue anni

A partire dal 1965, anno del ritorno in Serie D, si affaccia sulla scena colui che, succedendo a Riziero Zaccagnini, sarà il presidente del F.B.C. Matera per 22 anni, Franco Salerno, in seguito diventato anche Senatore della Repubblica, che porterà la società biancazzurra negli anni settanta ai suoi massimi livelli di sempre. Dopo tre anni di Serie D, il Matera vince nel 1967-68 il campionato davanti al Savoia e raggiunge per la prima volta la Serie C. Formazione tipo, allenata da Ruggero Salar e con Busilacchi capocannoniere con 24 reti, è la seguente: Quadrello (Antezza), Rosa, Pertile, Demenia, Giannattasio, Mayer, Carella, Buccione, Busilacchi, Chiricallo (Castelletti), Capuano (Toschi).
Seguono sette stagioni consecutive di medio livello in Serie C, terminate con la retrocessione in serie D nel 1975; a livello giovanile, nel 1971-72 il Matera raggiunge le semifinali del campionato nazionale Juniores semiprofessionisti, perdendo contro l'Alessandria vincitrice del campionato. Dopo la retrocessione, la permanenza in Serie D dura un solo anno in quanto il Matera vince il campionato 1975-76 dopo un lungo duello con il Lanciano e torna in Serie C. Nella gara decisiva, giocata contro il Grottaglie, un tiro dell'attaccante Chimenti entrato in porta finisce in una smagliatura della rete e termina fuori dalla porta; l'arbitro non convalida il gol giudicando la palla fuori, ma la partita termina comunque con la vittoria del Matera per 2-0 e così si può festeggiare il ritorno in Serie C. La formazione vincente, allenata da Mario Zurlini nella duplice veste di calciatore e allenatore e con Vito Chimenti capocannoniere con 17 reti, è la seguente: Casiraghi, Generoso, Vellani (Coppola), Gambini, Mamilovich, Zurlini, Picat Re, De Giglio, Chimenti, Cassano, Aprile.
Nel 1978 avviene la ristrutturazione della Serie C ed il Matera è ammesso alla neonata Serie C1.

### Promozione in Serie B

La rosa del Matera vincitrice del campionato di C1 1978-79

Il primo campionato di serie C1 della storia nella stagione 1978-79 non vede il Matera tra le favorite ma, dopo aver chiuso il girone di andata al 5º posto a 3 punti dalla vetta, i biancazzurri diventano la grande sorpresa dell'anno grazie ad una lunga serie di risultati positivi ottenuti nel girone di ritorno. La sconfitta esterna con il Catania alla terzultima giornata riapre i giochi al vertice della classifica, ma il Matera vince la gara interna successiva contro la Paganese e si appresta a disputare l'ultima giornata a pari punti con il Pisa e con un punto di vantaggio sul Catania stesso. Il 9 giugno 1979, nell'ultima giornata di campionato, il Matera affronta in trasferta la Lucchese; seguiti nella città toscana da oltre cinquemila tifosi, i biancazzurri vincono con un perentorio 4-0, confermandosi al primo posto nel girone. Così sotto la guida del presidente Franco Salerno, a cui è stato successivamente intitolato lo Stadio XXI Settembre, e dell'allenatore Franco Dibenedetto (premiato quell'anno con il Seminatore d'oro come miglior allenatore di Serie C), la città di Matera raggiunge per la prima ed unica volta nella sua storia la Serie B. Gli artefici in campo di quella promozione sono: Casiraghi, Generoso, De Canio, Pavese, Beretta (Giannattasio), Gambini, Picat Re, Sassanelli, Aprile, Morello, Raffaele (quest'ultimo capocannoniere della squadra con 15 reti).
L'esordio del Matera in Coppa Italia di Serie A e B nel 1979 non è particolarmente felice in quanto affronta la Lazio allo Stadio Flaminio perdendo per 5-0. L'esordio in campionato invece è decisamente migliore. Il Matera infatti mette a segno la prima rete del campionato di serie B 1979-1980. Dopo soli sei minuti di gioco il centrocampista Aldo Raimondi (diventato poi allenatore del Matera per diverse stagioni, l'ultima delle quali nel 2007) porta i biancazzurri in vantaggio contro il Genoa allo stadio Luigi Ferraris. Il vantaggio del Matera viene poi vanificato dal pareggio di Odorizzi e la gara termina 1-1.
La prima partita di serie B disputata dal Matera in casa è quella con il Taranto davanti ad oltre 15.000 spettatori, record assoluto di presenze per lo stadio materano, terminata 1-0 per i biancazzurri con un rigore per gli ospiti parato da Casiraghi ed una rete da antologia dell'ala Luciano Aprile.
Nonostante alcuni risultati prestigiosi (vittorie a Genova contro la Sampdoria e a Bergamo contro l'Atalanta e successo interno contro il Verona) ed un buon girone di andata terminato al 14º posto in piena zona salvezza, il Matera crolla nel girone di ritorno; alla quinta giornata di ritorno, nella fase cruciale della stagione, il contestatissimo annullamento di un gol di Florio al 90º minuto contro il Monza causa incidenti che portano alla squalifica del campo per due giornate, e da allora in poi il rendimento della squadra cala vertiginosamente. I lucani terminano così la stagione all'ultimo posto, superati dal Parma all'ultima giornata e ad 8 punti dalla salvezza, e di conseguenza retrocedono in serie C1.

La formazione del Matera all'esordio casalingo in serie B

La formazione tipo della stagione 1979-80, sempre con Dibenedetto allenatore, è la seguente: Casiraghi, Generoso, Beretta, Bussalino, Imborgia, Gambini, Aprile, Raimondi, Pini (De Lorentis), Morello (Peragine), Florio.
Nell'anno successivo continua il declino con l'immediata retrocessione dalla serie C1 (campionato ricordato anche per il tragico rogo del Ballarin avvenuto all'ultima giornata prima della gara tra Sambenedettese e Matera), a cui seguono alcuni discreti campionati di serie C2 tra cui spicca quello del 1985-86 in cui il Matera raggiunge il quarto posto nel girone C. In questi anni in società muove i suoi primi passi da direttore sportivo Nicola Salerno, figlio del presidente; tuttavia il glorioso ciclo cominciato ventidue anni prima si chiude con l'abbandono di Franco Salerno al termine della stagione 1986-87, quando il Matera giunge quart'ultimo ma retrocede nel campionato Interregionale a causa della peggiore differenza reti negli scontri diretti con il Pro Italia Galatina. Drammatico lo scontro testa-coda dell'ultima giornata in cui i biancazzurri affrontano la Vis Pesaro guidata da Marco Nappi in lotta per la promozione in C1 e che alla fine ha la meglio col risultato di 3-2.

## Primo fallimento e ritorno in C1

Franco Selvaggi. Campione del mondo 1982, presidente del Foot Ball Club Matera nel 1987, e già calciatore in gioventù nella Gianni Rivera Matera, poi Pro Matera.

Nel 1987 subentra alla guida della società una nuova compagine formata da alcuni imprenditori materani che nominano come presidente Franco Selvaggi, campione del Mondo nel 1982 con la Nazionale di Enzo Bearzot; nel 1987-88 il Football Club Matera giunge settimo nel girone L dell'Interregionale ma a fine stagione viene escluso dal Campionato Interregionale per inadempienze finanziarie (due rate di un mutuo federale versate in ritardo) ed iscritto dalla Federazione al campionato di Promozione lucana.
In conseguenza di ciò i soci del F.C. Matera decidono di effettuare una fusione societaria con l'altra compagine materana, il Pro Matera, promossa quello stesso anno nell'Interregionale ed alla quale viene trasferito l'intero parco giocatori del F.C. Matera. La nuova società è denominata Pro Matera Sport, e l'anno successivo assumerà la denominazione di Matera Sport. Nella stagione 1988-89 quindi il vecchio F.C. Matera, rimasto solo sulla carta, non si presenta in campo per quattro volte venendo così escluso dal campionato di Promozione, mentre la nuova squadra nata dalla fusione, dopo un lungo testa a testa con l'Altamura, arriva al secondo posto nel campionato Interregionale e perde di un soffio la promozione in C2, che tuttavia arriverà due anni più tardi.
Nel frattempo diventa nuovo presidente l'imprenditore Mario Salerno, cugino dell'ex presidente; con il nuovo assetto societario e con Marcello Pasquino allenatore, il Matera vince il suo girone nella stagione 1990-91 e poi gli spareggi con la vincente del girone siciliano, il Gangi, prima vincendo 2-0 in Basilicata e poi conquistando un pareggio per 0-0 sull'insidioso campo in terra battuta degli avversari , nella partita di ritorno, tornando così in Serie C2. La formazione vincente, con Ristic capocannoniere con 23 reti, è: Morciano, Danza, Iannella, Presta, Tanzi, Gigliotti, Gardini, Filidoro (Salerno), Ristic, Caputo (Adorisio), Ciullo. In quell'anno i biancazzurri vincono anche il Trofeo Jacinto, torneo precursore dell'attuale Scudetto Dilettanti (istituito a partire dal 1992) giocato tra le vincitrici dei gironi dell'Interregionale; battendo in finale a Bovalino l'Aosta per 1-0, il Matera diventa quindi Campione d'Italia Interregionale.
 Matera - Aosta 
Matera: Morciano, Danza, Iannella, Presta, Tanzi, Gigliotti, Gardini, Filidoro, S.Caputo, Salerno (47' Iacovone), Ciullo (80' Ristic). Disponibili: Cìmino, P. Caputo, Ferrante - Allenatore: Pasquino - Espulso: Filidoro 85'
Aosta: Fimognari, Moggiarin (46' Cirelli), Trepi, Orlando, Panizza, Baroni, Mastropasqua (70' Ramerti), Esposito, Pistillo, Ferreti, Logatto. Disponibili: Breda, Moras, Chiodini - Allenatore: Alzani
Arbitro: Cirotti di Roma
Marcatore: Caputo all'1'
Spettatori: numerosi
Nel 1992-1993 il Matera termina il campionato di Serie C2 al terzo posto e viene ripescato in C1, dove torna dopo 12 anni nella stagione 1993-94. La società, nell'estate del 1993, riesce a piazzare colpi importanti ingaggiando elementi di valore tra cui spicca Luigi De Rosa, proveniente dal Cosenza in Serie B. Quella squadra, che termina il campionato a centro classifica, con l'imprenditore Giuseppe Scalera presidente, Franco Tafuni direttore generale e Di Benedetto allenatore (colui che aveva portato il Matera in serie B), è così composta: Bruno, Italia (Toledo), Marino, Landonio, Deruggiero, Cicchetti (Picci), Bressi, D'Ermilio, Bartolelli (De Solda), De Rosa, Tatti.
A fine stagione però, a causa di irregolarità amministrative, il Matera subisce una retrocessione a tavolino in C2. La squadra disputa comunque una stagione ad alto livello, arrivando al secondo posto dietro la Nocerina, ma nella finale play-off disputata a Foggia contro il Savoia allenato da un ex, il materano De Canio, pur partendo con i favori del pronostico, perde per 2-1 e manca il ritorno il C1.

## Secondo fallimento e retrocessione in Eccellenza

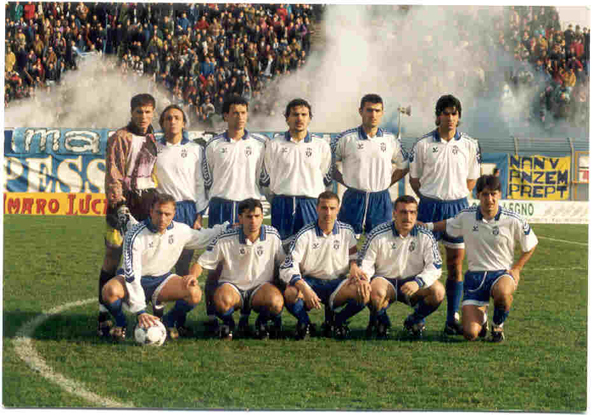
Il Matera sceso in campo contro il nel campionato di C2 1995-96

Nonostante le vicissitudini societarie che portano al fallimento del Matera Sport ed alla successiva nascita della Polisportiva Matera, nella stagione 1995-96 la squadra biancazzurra disputa un campionato di Serie C2. Con la nuova denominazione disputa un altro buon campionato in C2 prima di essere condannata per la seconda volta in tre anni ad un'altra retrocessione a tavolino, per problemi relativi alla fideiussione bancaria necessaria per l'iscrizione al campionato. La Polisportiva Matera, per protesta contro la retrocessione a tavolino e per difficoltà economiche, disputa il Campionato Nazionale Dilettanti 1997-98 con la formazione juniores, giungendo penultima nel girone H con soli 6 punti all'attivo e davanti al solo Lagonegro.
Tuttavia il calcio biancazzurro non è morto del tutto. Infatti nel 1998 dalla fusione tra Atletico Matera e Scanzano nasce l'Associazione Sportiva Materasassi, presieduta dall'avvocato Vitantonio Ripoli, che acquisisce il diritto a partecipare al torneo regionale di Eccellenza.
Nel campionato di Eccellenza Lucana 1998-99 si assiste dunque a un derby tra Materasassi e Polisportiva Matera (che nel frattempo cambia denominazione diverse volte) e nella città dei Sassi torna a disputarsi una stracittadina quarantacinque anni dopo le sfide tra Libertas e Matera Calcio; il bilancio dei derby vede le vittorie del Materasassi per 1-0 e 5-2 nel campionato 1998-99, e nel successivo ancora una vittoria del Materasassi per 3-0 ed un pareggio per 2-2.
Nel 1999-00 il Materasassi, che nella precedente stagione disputata a livello regionale era arrivato al terzo posto conquistando la Coppa Italia Dilettanti Basilicata, vince il campionato di Eccellenza e permette al calcio materano di tornare in una categoria interregionale dopo due anni. Nella stessa stagione la Polisportiva Matera, diventata Matera Promos Consult, disputa un buon campionato giungendo al terzo posto e vincendo la Coppa Italia di Eccellenza conquistata dai cugini l'anno precedente.

## Gli anni duemila: un decennio in Serie D
Nel campionato di Serie D 2000-2001 il Materasassi viene inserito nel girone I e a fine stagione si piazza all'undicesimo posto. La vecchia Polisportiva intanto, dopo un campionato di Eccellenza anonimo, assume la denominazione di Gaetano Scirea, denominazione con la quale disputerà il suo ultimo campionato prima della definitiva radiazione.
La stagione successiva il conte Pier Francesco Vannutelli diventa azionista di maggioranza del Materasassi che allestisce una formazione ambiziosa, forte di un nuovo sponsor: la Compagnia Italiana Turismo. I biancazzurri sin dalle prime giornate sono tra i protagonisti del girone H della Serie D e dopo un testa a testa con il Brindisi, il Rutigliano e il Grottaglie, la formazione allenata da Chiappini giunge al quarto posto davanti alle altre tre lucane Potenza, Melfi e Pisticci.
Nell'estate del 2002 dopo il ritorno alla denominazione originale di Football Club Matera e l'entrata in società dell'imprenditore di salottifici Nicoletti, vengono confermati alcuni calciatori della stagione precedente come Andrés Garrone, Domenico Galeano e Marco Neroni, ed arrivano a Matera Vittorio Insanguine, Dario Di Giannatale, Mario Donadoni, Mario Brandani e altri, tutti o quasi con esperienze in Serie B e Serie C1. Dopo un avvio positivo, il Matera scivola contro avversari non irresistibili e lo 0-2 interno contro il Trani spinge i supporters biancazzurri all'invasione di campo per protestare contro le prestazioni negative dei giocatori. Il campo viene squalificato, l'allenatore Magrini esonerato e arriva il nuovo tecnico Beppe Galluzzo che porta la squadra a mantenere il secondo posto alle spalle del Melfi, garantendosi l'accesso ai play-off.
Ai play-off i biancazzurri perdono per 1-0 contro il Rutigliano, poi ripescato, e la vittoria interna per 3-2 con il Manduria, peraltro vanificata dal Giudice Sportivo per un fumogeno lanciato dagli spalti contro un giocatore pugliese, non basta ai fini della vittoria finale.
Dopo quel campionato il calcio materano subisce un contraccolpo notevole; a fine campionato Nicoletti abbandona la società ed il Matera rimane in balìa degli eventi, quasi tutti i giocatori lasciano la città dei Sassi e l'iscrizione al campionato è fortemente a rischio. Manifestazioni dei tifosi, incontri con le istituzioni e appelli disperati non servono a niente, nessun imprenditore sembra interessato al Matera. Il presidente Ripoli riesce comunque a garantire l'iscrizione alla Serie D 2003-04; il campionato è durissimo e il Matera lotta con affanno nei bassifondi della classifica. A due giornate dalla fine arriva la vittoria per 3-0 in casa dei rivali del Potenza, una vittoria che bissa il 2-1 dell'andata e che condanna i potentini alla retrocessione, mentre il Matera accede agli spareggi play-out dove viene battuto dalla Battipagliese con una rete al 90º e condannato alla retrocessione (2-1 a Matera; 0-1 a Battipaglia). L'estate del 2004 è un drammatico susseguirsi di eventi, Ripoli non può farsi carico di un'altra stagione e così dopo sei anni di presidenza lascia la squadra nelle mani del sindaco, il quale riesce a dare alla Lega Nazionale Dilettanti garanzie economiche tali che permettono al Matera di usufruire di un ripescaggio in Serie D.
Nella stagione seguente, a causa della solita mancanza di investitori, sono i tifosi a garantire vitto e alloggio ai giocatori grazie a delle vere e proprie raccolte spontanee di denaro che proseguono fino all'ingresso in società dei due nuovi soci Barbano e Padula. Nonostante le difficoltà economiche, nelle stagioni 2004-05 e 2005-06 il Matera riesce in qualche modo a conservare la Serie D grazie ai play-out, battendo nel 2005 la Boys Caivanese (vittorie per 3-0 in trasferta all'andata e per 4-2 al ritorno in casa) e nel 2006 il Nuovo Terzigno (vittorie per 2-1 in casa e 1-0 in trasferta).
Nella stagione 2006-07 del campionato di Serie D i biancazzurri, trascinati anche dal materano Alberto Marsico, conquistano inizialmente 7 risultati utili consecutivi, ma alla fine riescono ad evitare i play-out solo all'ultima giornata, terminando la stagione al 12º posto in classifica.
Nel corso della stagione 2007-08 un nuovo gruppo dirigenziale, guidato dal presidente Tommaso Perniola e dal patròn Angelo Tosto, presidente della società Datacontact, si affaccia alla guida del Matera. Nella rosa vi è anche il giovane attaccante Luca Selvaggi, figlio dell'ex calciatore Franco Selvaggi, già presidente del Matera alla fine degli anni ottanta nonché allenatore dei biancazzurri per un breve periodo nel campionato 1996-97. La squadra tuttavia deve ricorrere ancora una volta agli spareggi play-out e ottiene la salvezza superando i campani del Quarto sia in casa che in trasferta (5-1 a Matera, 5-4 a Quarto Flegreo).

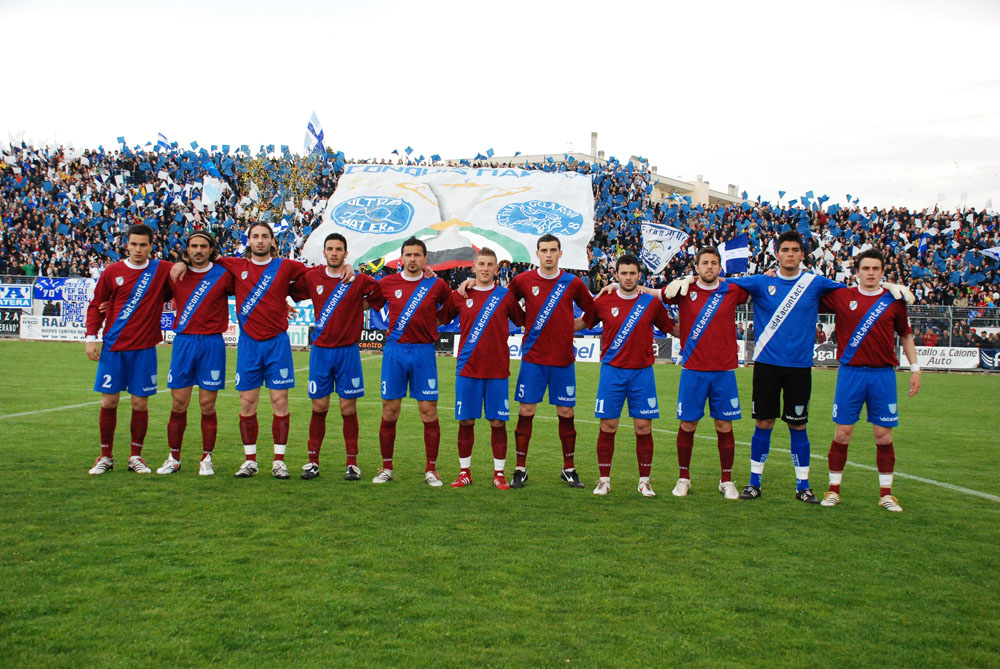
La formazione del Matera vincitrice della Coppa Italia Serie D 2009-2010

Nell'estate del 2008 la nuova dirigenza lancia una grossa operazione di marketing denominata Tutti pazzi per il Matera, grazie alla quale si supera la soglia dei 2000 abbonati.
Per la stagione 2008-09 arrivano i giocatori Mauricio Pedano, già nazionale argentino Under 20, dal Banfield (serie A argentina), Manuel Pablo García (attaccante argentino con trascorsi nel Racing Club de Avellaneda e nel Legia Varsavia), Alain Giroletti dal Deportivo Italia (serie A venezuelana), Antonio La Fortezza (ex Bari), oltre ai materani Pasquale Martinelli (già Vicenza, Reggiana, Salernitana, Martina), Antonio Chisena, Angelo Venezia, Diego Albano (già al Matera nella gestione Ripoli), e riconfermando Alberto Marsico, Cristiano Ancora (attaccante/ala) e Vicente Principiano. La squadra viene affidata all'allenatore Luigi Corino, l'anno precedente sulla panchina della primavera del Frosinone, che dopo 4 vittorie consecutive iniziali viene sostituito dopo la nona giornata da Antonio Foglia Manzillo, a sua volta sostituito alla venticinquesima giornata da Franco Danza. La società, a causa dei risultati negativi conseguiti nel girone di andata, rivoluziona la squadra nel mercato invernale svincolando dodici calciatori e tesserandone altri nove. Il Matera termina la stagione al settimo posto, non riuscendo così a raggiungere l'obiettivo minimo prefissato dei play-off.

## Ritorno in Lega Pro e mancata iscrizione
Nella stagione 2009-2010 il Matera cerca di riscattare la stagione appena conclusa. La società biancazzurra annuncia il successore di Franco Danza che è Pino Giusto, allenatore proveniente dal Chieti, al quale subentra dopo la ventitreesima giornata Roberto Rizzo. Sono riconfermati cinque elementi della passata stagione, viene rinnovato il parco under, e tra gli esperti arrivano Achille Mazzoleni, centrocampista con un lungo curriculum nelle categorie professionistiche, ed il difensore Alberto Savino (anche lui con diversi trascorsi in Serie A ed in Serie B), tesserato nel gennaio 2010.
Il cammino in campionato non è brillante ed il torneo viene chiuso al nono posto, ma al contrario i biancazzurri puntano tutto sulla Coppa Italia e conquistano il trofeo tricolore battendo nella doppia finale il Voghera (vittorie per 2-1 a Voghera ed 1-0 a Matera). La vittoria della coppa consente l'accesso ai play-off di Serie D, dove il Matera supera in semifinale il Pomezia perdendo per 1-0 in trasferta e vincendo per 3-0 al ritorno in casa, ed affronta il Pianura nella finale allo Stadio Guido Angelini di Chieti.
 Matera - Pianura 
Matera: D'Angelo G., Manetta (67' Ostaku), Bartoli, Mazzoleni, Manzo, Martinelli, Carretta (87' D'Angelo F.), Conte, Albano, De Vecchis, Logrieco (57' Campo) - Allenatore: Rizzo
Pianura: Despucches, Carbonaro, Letizia, Mattera, Allocca, De Rosa (46' Ausiello), Scarpato, Iannello, Del Sorbo, Manzo, Pirone (80' Ventre) - Allenatore: Gargiulo
Arbitro: Rocca di Vibo Valentia
Marcatore: De Vecchis al 93'
Spettatori: 1.500 circa
 Matera - Voghera 
Matera: D'Angelo, Manetta, Savino (30' Di Fausto), Conte, Manzo, Martinelli, Carretta, Leta, Albano (85' Campo), Martone, Logrieco (76' De Vecchis) - Allenatore: Rizzo
Voghera: Mandelli, Paloschi, Di Bartolo, Bandirali, Bendoricchio (71' Botturi), Troiano (71' Zanigni), Coccu, Mazzotti, Martin Colombo, Piazza, Alessandro - Allenatore: Secondini
Arbitro: Petroni di Roma
Marcatore: Albano (rig.) all'82'
Spettatori: 8.000 circa
I materani, pur avendo terminato la stagione regolare con 21 punti in meno rispetto alla compagine partenopea, si aggiudicano la finale con un gol segnato in pieno recupero dal giovane attaccante Alessio De Vecchis, garantendosi così il primo posto nella graduatoria dei ripescaggi per la Lega Pro Seconda Divisione; pertanto il 4 agosto 2010 il Consiglio Federale della Federcalcio delibera il ripescaggio in Seconda Divisione del Matera, che torna così in un campionato professionistico dopo 13 anni. Il 2009-2010 è una stagione positiva anche per la squadra Juniores del Matera, che raggiunge la final four nazionale perdendo in semifinale contro i pari età della Virtus Entella, in seguito vincitori del torneo.
Per la stagione 2010-2011 sulla panchina del Matera viene chiamato il tecnico Adriano Cadregari, che sostituisce Roberto Rizzo diventato allenatore in seconda del Lecce; inoltre Luigi Dimitri, direttore sportivo nella stagione precedente, è nominato direttore generale. Arrivano a Matera numerosi giovani, che portano così la squadra ad avere un'età media molto bassa. Il campionato si apre con un pareggio interno contro il Latina ed al termine del girone di andata i biancoazzurri si trovano all'ottavo posto in classifica con 21 punti all'attivo, con la salvezza ottenuta grazie anche al regolamento che prevede una sola retrocessione.
Nel 2011 subentra alla società Datacontact un nuovo sponsor, l'Hotel Palazzo Gattini. Il campionato emette i suoi verdetti con largo anticipo, così la stagione termina con un settimo posto finale a pari punti con il Melfi e vince la Coppa Disciplina del girone C Lega Pro Seconda Divisione (18,30 punti). A livello giovanile la squadra Allievi giunge alle semifinali della Coppa Allievi Professionisti, perdendo contro la Tritium e non riuscendo così a raggiungere la finale per il titolo nazionale. Nell'estate dello stesso anno però la società non riesce a perfezionare l'iscrizione al successivo campionato di Seconda Divisione e così viene esclusa dai campionati professionistici per inadempienze finanziarie a un anno dalla promozione e dalla vittoria della Coppa Italia Serie D.

## Mancata iscrizione, nascita del Matera Calcio e ritorno in Lega Pro
Nella stagione 2011-2012 il Comitato Provinciale della FIGC autorizza il Football Club Matera a ripartire dal Campionato Provinciale di Terza Categoria.
L'iscrizione al campionato viene completata a fine ottobre, giusto in tempo per cominciare la nuova stagione. Nonostante una rosa completata in pochi giorni, i biancazzurri chiudono il campionato al terzo posto con 34 punti all'attivo. La stagione seguente il Football Club non si iscrive ad alcun campionato: si chiude così un'altra pagina del calcio materano che dopo i fallimenti del 1988 e del 1998 si ritrova nuovamente a fare i conti con la crisi economica.
Tuttavia nel 2012 l'imprenditore Saverio Columella, dopo aver rilevato l'U.S. Irsinese, nel mese di luglio provvede a modificarne la denominazione e il numero di matricola, perfezionando l'iscrizione al campionato di Serie D di una nuova realtà calcistica: l'A.S.D. Matera Calcio. Nel mercato estivo la nuova società mette a segno colpi importanti e in panchina viene chiamato in un primo momento l'esperto Arcangelo Sciannimanico che poco prima dell'esordio in Coppa Italia viene sollevato dall'incarico e sostituito con il tecnico Giancarlo Favarin. Il girone di andata è piuttosto altalenante; dopo una serie di successi consecutivi vi è un passaggio a vuoto che porta all'esonero dell'allenatore Favarin, ed al termine del girone arriva Fausto Silipo con la squadra al quarto posto in classifica. Dopo altre otto gare con sei vittorie e due sconfitte, per divergenze tecniche con la società viene esonerato anche Silipo ed è sostituito da Marcello Chiricallo (figlio della bandiera del Matera Nicola Chiricallo) e la squadra, grazie a nove risultati utili in altrettante partite, chiude la stagione regolare al terzo posto ed accede ai play-off.
La post season, con gare a sfida unica, si apre con un pareggio interno con il Monopoli, un risultato che in virtù del miglior piazzamento in classifica garantisce il passaggio al turno successivo che vede i biancoazzurri opposti al Foggia. Nonostante una squalifica inflitta dal Giudice Sportivo che costringe a giocare la gara a porte chiuse, l'ostacolo dauno è superato con un 3-1 che proietta il Matera alla sfida contro la Maceratese. Anche la formazione marchigiana si arrende agli uomini di Chiricallo che nel quarto turno dei play-off incontrano la Casertana. Il cammino biancoazzurro si arresta proprio nella gara contro i campani che davanti ai settemila spettatori del XXI Settembre - Franco Salerno si impongono ai calci di rigore dopo lo 0 a 0 dei novanta minuti regolari.
La stagione successiva, che vede i biancoazzurri inseriti nuovamente nel Girone H, si apre con l'ingaggio del tecnico Vincenzo Cosco. I primi giocatori ad essere acquistati sono Migliaccio e Giorgino, con un passato in squadre blasonate come il Taranto per il primo e il Lecce per il secondo. Altri acquisti invidiabili anche da squadre di Lega Pro sono Ousmane Sy, Domenico Girardi, Simone Calori, Gaetano Iannini e Mariano Fernandez, oltre a numerosi under molto promettenti. Nelle prime dieci gare il Matera raccoglie otto risultati utili consecutivi e una sconfitta esterna con la Puteolana, ma all'ex tecnico della Fidelis Andria è fatale lo scivolone contro il Francavilla e a partire dalla undicesima giornata viene sostituito da Antonio Toma; tuttavia dopo la sconfitta contro la Mariano Keller subita alla diciottesima giornata, Cosco viene richiamato alla guida della squadra. Il ritorno del tecnico molisano coincide con una impressionante serie di vittorie che riportano la squadra al vertice della classifica. Dopo un entusiasmante testa a testa con il Taranto e il Marcianise i biancazzurri vincono il campionato e possono festeggiare il ritorno nella riformata Serie C unica a tre anni di distanza dall'esclusione dal campionato di Lega Pro.

## Lega Pro e play-off promozione al primo anno
Nonostante il campionato vinto da Vincenzo Cosco, il patron Columella decide di cambiare allenatore, così chiama sulla panchina materana l'esperto Gaetano Auteri. Subito dopo aver scelto il nuovo allenatore, viene reso esplicito l'obiettivo per la nuova stagione nella terza categoria nazionale, ovvero la salvezza. I lucani partono in sordina, concludendo il girone di andata al settimo posto. Tuttavia, al termine del campionato conquisteranno il diritto di partecipare ai play-off grazie al terzo posto conquistato in regular season, in seguito ad un buon girone di ritorno. Il primo avversario designato è il Pavia, che viene superato in casa per 2-1. In semifinale il Matera incontra il Como; il match di andata, giocato in Lombardia termina 1-1 con le reti di Ganz, per i lariani, e Carretta per i lucani. Il ritorno allo Stadio XXI Settembre - Franco Salerno, davanti a oltre seimila spettatori, termina con lo stesso risultato dell'andata; i calci di rigore vedranno tuttavia prevalere il Como, che dunque conquista l'accesso alla finale. Nella stagione successiva (2015-2016), inizialmente viene riconfermato l'allenatore Gaetano Auteri, ma il 1º luglio arriva la doccia fredda per il Matera: il trainer siciliano lascia la Città dei Sassi per mancanza di strutture adeguate e va al Benevento. Viene così ingaggiato Davide Dionigi. Il mercato dei biancazzurri non è entusiasmante con colpi da 90, ma tuttavia vengono acquistati degli ottimi giocatori come Piccinni, Ingrosso, Di Lorenzo, Rolando, De Rose. I lucani così partono con un andamento piuttosto negativo: una vittoria all'esordio e poi tanti pareggi e sconfitte. Dopo Matera-Foggia viene esonerato Dionigi ed ingaggiato Pasquale Padalino. Il Matera con il tecnico foggiano, riesce ad effettuare una rimonta impressionante mettendo in difficoltà tutte le grandi (battute Casertana, Cosenza e Lecce, pareggio in trasferta con Foggia e Benevento).  La stagione sportiva 2016/2017 vede ai nastri di partenza un Matera forte e organizzato in ogni reparto. Il patron Saverio Columella affida la direzione generale della società a un grande professionista del mondo del calcio Giuseppe Iodice, assurto alle cronache giornalistiche nel mese di febbraio 2015 per aver registrato e divulgato alla stampa una conversazione telefonica avvenuta con Claudio Lotito Presidente della S.S. Lazio, che viene indagato dalla Procura di Napoli per tentata estorsione in quanto avrebbe fatto avere ad alcune società della Lega Pro dei contributi in cambio dell'appoggio alla elezione di Mario Macalli a presidente. La guida tecnica viene affidata a Gaetano Auteri vecchia conoscenza della tifoseria. Il Matera si laurea campione d'inverno del girone C ed arriva in finale nella Coppa Italia Lega Pro, chiude il campionato al terzo posto e lascia i play-off alla seconda fase. L'anno sportivo 2017-2018 si chiude con un 12º posto (4° sul campo) a causa di svariati punti di penalizzazione, dovuti a vicissitudini amministrative. La squadra perde la possibilità di svolgere i play-off; a cui era meritatamente giunta. Nell'agosto 2018 il Matera Calcio viene rilevato dall'imprenditore materano Nicola Andrisani e dall'avvocato Vitantonio Ripoli, già presidente nei primi anni 2000. A questi subentra Rosario Lamberti, imprenditore avellinese. Il 14 febbraio 2019 viene escluso dal campionato di Serie C dopo quattro rinunce, e successivamente escluso dai ruoli federali. Nell'estate 2019 nasce la U.S.D. Matera Calcio 2019 che riparte dal campionato di Seconda Categoria e nell'estate del 2021, dopo la fusione con l'A.S.D. Grumentum Val d'Agri, si trasforma in U.S.D. Matera Grumentum, partecipante al campionato di Eccellenza lucana. Nel 2022 il club riprende la denominazione e il logo storici di FC Matera.